# Sven Unger
Sven Unger (1909-2001) est un footballeur suédois.

## Biographie
Il est âgé de 29 ans lorsqu'il est sélectionné pour la coupe du monde 1938. Il n'y dispute aucune rencontre et ne connaît aucune sélection avec l'équipe de Suède bien qu'il ait pu être souvent remplaçant.

## Carrière

### En tant que joueur
- Skärblacka IF[2]
- IK Sleipner